# Anemmetresa flavimacularia
Anemmetresa flavimacularia är en fjärilsart som beskrevs av John Henry Leech 1897. Anemmetresa flavimacularia ingår i släktet Anemmetresa och familjen mätare. Inga underarter finns listade i Catalogue of Life.